# 난징박물원

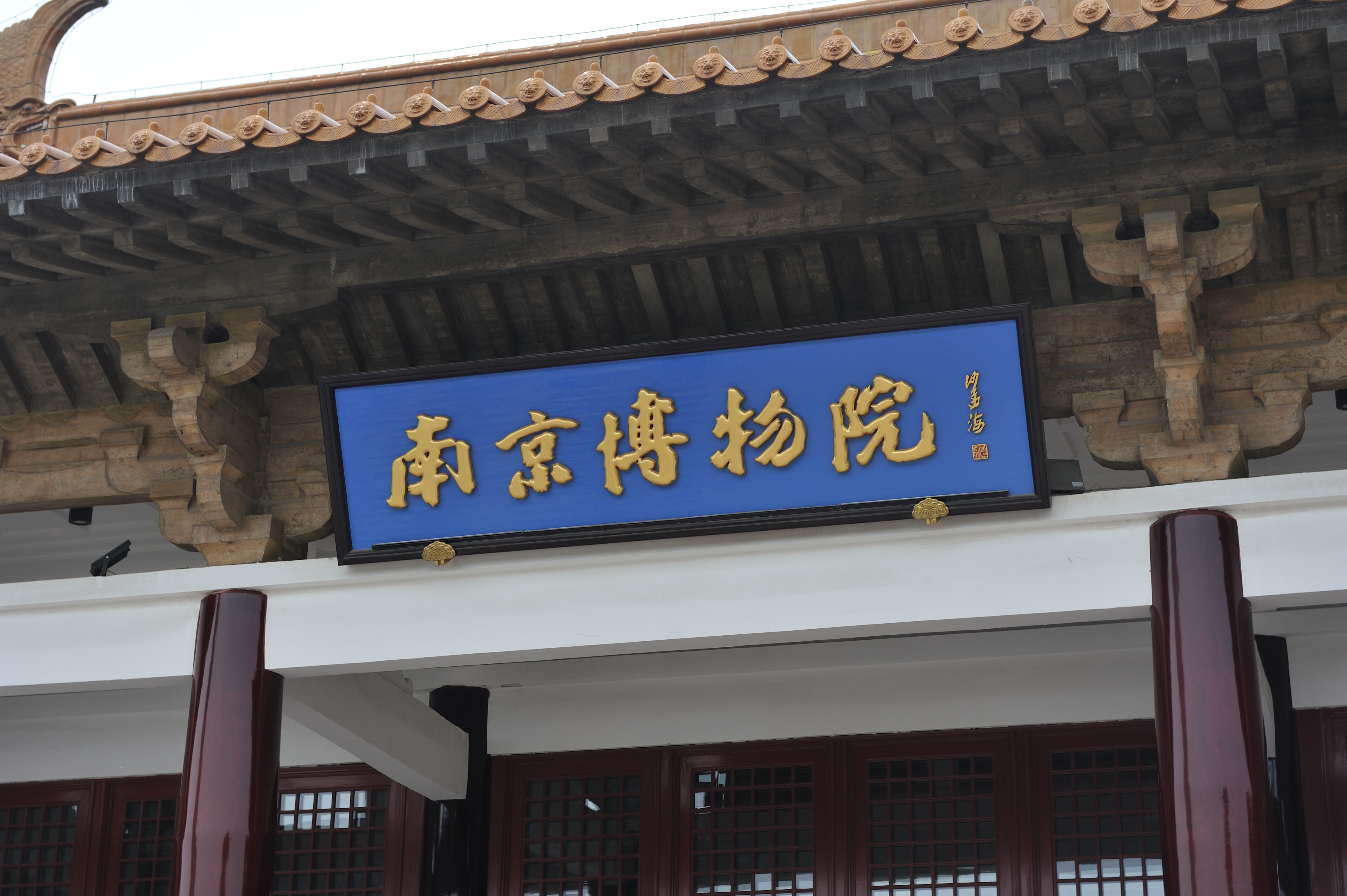

난징박물원(중국어: 南京博物院, 병음: Nánjīng Bówùyuàn)은 중국 동부 장쑤성의 성도인 난징시에 위치하고 있다. 면적이 70,000평방미터(17에이커)에 달하는 이 박물원은 중국에서 가장 큰 박물관 중 하나이며 영구 소장품이 400,000점이 넘는다. 특히 주목할만한 것은 박물원이 소장하고 있는 명나라와 청나라 시대의 도자기 컬렉션이 세계 최대 규모라는 점이다.

## 역사
난징박물원은 중국에 설립된 최초의 박물관 중 하나이다. 난징박물원의 전신은 1933년에 설립된 국립중앙박물관의 준비부서였다. 박물관은 중산문 반산 정원의 부지 12.9헥타르(32에이커)를 차지했다. 박물관 협의회의 첫 번째 준비 회장인 차이위안페이는 "인류", "공예", "자연"이라는 이름의 세 가지 주요 홀 건설을 제안했다. 1930년대 중국의 정치적 불안으로 인문관만 건립됐다. 일본 침략 당시 소장품 중 일부는 중국 서남부로 옮겨졌고, 국민당이 국공 내전에 패하자 결국 타이페이 국립고궁박물원으로 옮겨졌다. 역사가 푸쓰녠과 인류학자 겸 고고학자 리지 (인류학자)는 한때 예비 회장이었고, 고고학자이자 박물관학자인 정자오위는 최초의 여성 회장이자 난징박물원의 창립자였다. 1999년과 2009년에 박물관이 확장되었다.